# Deszcz zenitalny
Deszcz zenitalny to opad atmosferyczny wynikający z konwekcji termicznej powstałej po górowaniu Słońca, występujący w strefie międzyzwrotnikowej.  Ma charakter bardzo intensywnego deszczu. Nagrzana ziemia odparowuje wodę, która w postaci pary wodnej unosi się do góry, gdzie skrapla się i powstaje opad. Wysoka temperatura powietrza powoduje, że krople opadu są ciepłe.